# 안녕, 우주
《안녕, 우주》(영어: Hello, Universe)는 에린 엔트라다 켈리의 소설이다. 2018년 뉴베리 상을 수상하였다.

## 등장인물
- 버질 살리나스
- 발렌시아 소멀셋
- 카오리 타나카
- 쳇 불런스